# Audra Keller
Audra Keller, née le 17 novembre 1971, est une ancienne joueuse de tennis américaine.

## Palmarès

### Titre en simple dames
Aucun

### Finale en simple dames
| No | Date       | Nom et lieu du tournoi      | Catégorie | Dotation  | Surface    | Vainqueure       | Score    |          |
| -- | ---------- | --------------------------- | --------- | --------- | ---------- | ---------------- | -------- | -------- |
| 1  | 11-11-1991 | Jello Classic, Indianapolis | Tier IV   | 150 000 $ | Dur (int.) | Katerina Maleeva | 7-6, 6-2 | Parcours |

## Parcours en Grand Chelem

### En simple dames
| Année | Open d'Australie | Open d'Australie | Internationaux de France | Internationaux de France | Wimbledon       | Wimbledon          | US Open         | US Open         |
| ----- | ---------------- | ---------------- | ------------------------ | ------------------------ | --------------- | ------------------ | --------------- | --------------- |
| 1990  | 2e tour (1/32)   | Patty Fendick    | 1er tour (1/64)          | Linda Ferrando           | 1er tour (1/64) | Regina Kordová     | 1er tour (1/64) | Lori McNeil     |
| 1991  | 1er tour (1/64)  | Monique Javer    | 1er tour (1/64)          | Cathy Caverzasio         | 2e tour (1/32)  | Mary Joe Fernández | 1er tour (1/64) | Yayuk Basuki    |
| 1992  | -                | -                | 1er tour (1/64)          | Maya Kidowaki            | 2e tour (1/32)  | Mariaan de Swardt  | 1er tour (1/64) | Monica Seles    |
| 1993  | -                | -                | -                        | -                        | -               | -                  | 2e tour (1/32)  | Kimiko Date     |
| 1994  | 1er tour (1/64)  | Wang Shi-Ting    | -                        | -                        | -               | -                  | 2e tour (1/32)  | Sandra Cecchini |
| 1995  | 2e tour (1/32)   | Barbara Paulus   | 1er tour (1/64)          | Irina Spîrlea            | 1er tour (1/64) | Ann Grossman       | 1er tour (1/64) | Brenda Schultz  |

À droite du résultat, l’ultime adversaire.

### En double dames
| Année | Open d'Australie              | Open d'Australie         | Internationaux de France     | Internationaux de France  | Wimbledon | Wimbledon | US Open                       | US Open                   |
| ----- | ----------------------------- | ------------------------ | ---------------------------- | ------------------------- | --------- | --------- | ----------------------------- | ------------------------- |
| 1989  | -                             | -                        | -                            | -                         | -         | -         | 1er tour (1/32) S. Gilchrist  | MJ Fernández Pam Shriver  |
| 1990  | 1er tour (1/32) T. Zambrzycki | A. Grousbeck Nana Miyagi | -                            | -                         | -         | -         | -                             | -                         |
| 1992  | -                             | -                        | 1er tour (1/32) N. Sawamatsu | Elise Burgin M. de Swardt | -         | -         | -                             | -                         |
| 1993  | -                             | -                        | -                            | -                         | -         | -         | 1er tour (1/32) Nicole Pratt  | Lori McNeil Rennae Stubbs |
| 1994  | 1er tour (1/32) Maureen Drake | Nicole Provis N. Tauziat | -                            | -                         | -         | -         | -                             | -                         |
| 1995  | -                             | -                        | -                            | -                         | -         | -         | 1er tour (1/32) Erika de Lone | Patricia Hy F. Labat      |
| 1996  | 2e tour (1/16) Erika de Lone  | Chanda Rubin A. Sánchez  | -                            | -                         | -         | -         | -                             | -                         |

Sous le résultat, la partenaire ; à droite, l’ultime équipe adverse.

## Classements WTA en fin de saison

### En simple
| Année | 1989 | 1990 | 1991 | 1992 | 1993 | 1994 | 1995 | 1996 |
| Rang  | 157  | 98   | 97   | 243  | 123  | 159  | 133  | 303  |

Source : (en) « Classements de Audra Keller », sur le site officiel du WTA Tour

### En double
| Année | 1989 | 1990 | 1991 | 1992 | 1993 | 1994 | 1995 | 1996 |
| Rang  | 203  | 613  | 116  | 167  | 127  | 174  | 123  | 215  |

Source : (en) « Classements de Audra Keller », sur le site officiel du WTA Tour